# Hidroklorotiazid
A hidroklorotiazid a benzotiadiazidok csoportjába tartozó vegyület, szulfonamid származék, elsősorban vizelethajtó és vérnyomáscsökkentő szer. (INN: hydrochlorothiazide) (HCT) tiazid-típusú vérnyomáscsökkentő vegyület, mely növeli a plazma renin aktivitását. A hidroklorotiazid csökkenti az elektrolitok reszorpcióját a disztális tubulusokban és fokozza a nátrium, a klorid, a kálium, a magnézium, a bikarbonát, és a víz kiválasztását. A kalciumkiválasztást viszont csökkentheti. 
A tiazidok általában nem befolyásolják a normál vérnyomást.
A VIII. Magyar Gyógyszerkönyvben  Hydrochlorothiazidum     néven hivatalos.  

## Hatása
A disztális vesetubulusokban befolyásolja az elektrolitvisszaszívás mechanizmusát és nagyjából azonos mértékben fokozza a nátrium és a klorid kiválasztását. A hidroklorotiazid gátolja a Na+ reabszorpcióját a Henle-kacs felszálló szárának kortikális szegmentjében, és a distalis tubulus kezdeti szakaszán gátolják a luminális sejtmembránban zajló elektromosan semleges Na-Cl-kotranszportot, ugyanakkor fokozza a K+ kiválasztását.
Ezen ionok fokozott renális ürítése következtében az ürített vizeletmennyiség is nő (ozmotikus diuresis), a nátrium-háztartás megváltozik, az extracelluláris folyadék-, ill. plazmatérfogat csökken. A kálium és a magnézium fokozott, a kalcium csökkent mennyiségben választódik ki. Tartós terápia során a vesén keresztül kiválasztott kalcium mennyisége csökken, ezért hypercalcaemia léphet fel.
A hidroklorotiazid vizelethajtó hatása révén csökkenti a plazmatérfogatot és fokozza a plazma renin aktivitást, valamint az aldoszteron kiválasztást, ami következésképpen emeli a vizelettel történő kálium és bikarbonát kiválasztást és csökkenti a szérum káliumszintet. A hipotóniás hatás a folyamatos alkalmazás alatt mindvégig fennáll, feltehetően a teljes perifériás érellenállás csökkenése következtében; a szívperctérfogat visszatér a kezelés előtti értékekhez. A renin-aldoszteron kapcsolatát az angiotenzin-II mediálja, így egy angiotenzin-II-receptor antagonista együttadása megfordíthatja a tiazid diuretikummal kapcsolatos káliumveszteséget.
Vitatott, hogy a hidroklorotiazid antihipertenzív mechanizmusát a megváltozott nátrium-háztartás, a csökkent extracellularis víz- és plazmatérfogat, a renális érellenállás megváltozása, vagy a norepinefrinre és angiotensin II-re irányuló csökkent reagálóképesség képezi-e.
Hidroklorotiazid mellett metabolikus acidosis alakulhat ki. A hidroklorotiazid a proximalis tubulusban aktívan választódik ki. Metabolikus acidosis vagy metabolikus alkalosis esetén a diuretikus hatás megmarad.
A hidroklorotiazid-kezelés kezdeti szakában a fokozott víz- és sóürítés miatt csökken az intravasculáris térfogat. Ez eleinte a vérnyomás és a perctérfogat csökkenésével jár együtt, azonban ezek a mutatók az extracelluláris folyadék beáramlása miatt 3-4 hónap alatt normalizálódnak. A kezelés későbbi szakában csökken és a kezelés előttinél alacsonyabb szinten stabilizálódik a perifériás érellenállás - e jelenség mechanizmusa nem teljesen ismert. 
Enyhébb fokú hypertoniában szenvedő, ép veseműködésű betegekben a tiazidok hatása felér a kacs-diuretikumokéval, sőt akár felül is múlhatja azok hatását. A vérnyomáscsökkentő hatás fokozatosan fejlődik ki, mértéke független a hidroklorotiazid vérszintjétől. A gyógyszer bevétele után 2 óra múlva kezdődik és 3-4 óra elteltével tetőzik a diuresis; a hatástartam 6-12 óra. A vérnyomáscsökkentő hatás 3-4 napos kezelés után jelentkezik, 3-4 hét alatt fejlődik ki teljesen, és a kezelés abbahagyása után akár 7 napig is érvényesülhet. Az étrendi sóbevitel közepes mértékű csökkentésével fokozható a diuretikumok hatékonysága, ill. mérsékelhető a hypokalaemia kockázata. A tiazid diuretikumok mellékhatásainak kockázata dózisfüggő, ezért manapság az egykor szokványosnál kisebb adagban adják a diuretikumokat enyhe-középsúlyos hypertonia kezelésére.
Hidroklorotiazid adása után kb. 2 óra múlva kezdődik és 3-6 óra elteltével tetőzik a diuresis; a hatástartam 6-12 óra. A vérnyomáscsökkentő hatás 3-4 napos kezelés után jelentkezik és a kezelés abbahagyása után akár még egy hétig érvényesül.
A vérnyomás csökkenésével párhuzamosan kismértékben nő a filtrációs frakció, a renális érellenállás, és a plazma renin aktivitás.
A hidroklorotiazid nagy, egyszeri adagjai csökkentik a plazmatérfogatot, a glomeruláris filtrációs rátát, a renális plazmaáramlást és az artériás középnyomást. Kis dózisok hosszú távú adagolása során tartósan alacsony marad a plazmatérfogat, míg a perctérfogat és a glomeruláris filtrációs ráta értéke visszatér a kezelés elkezdése előtti szintre. Az artériás középnyomás és a szisztémás érellenállás tartósan alacsony marad.
A tiazid-diureticumok gátolhatják az anyatej-elválasztást.
Kombinációkban a következő hatóanyagokkal fordul elő:
- amilorid
- benazepril
- bizoprolol
- cilazapril
- enalapril
- fozinopril
- irbezartán
- kandezartán
- lizinopril
- lozartán
- kinapril
- ramipril
- reszerpin
- telmizartán
- triamterén
- valzartán